# 卡涅里斯湖
57°00′N 023°26′E / 57.000°N 23.433°E

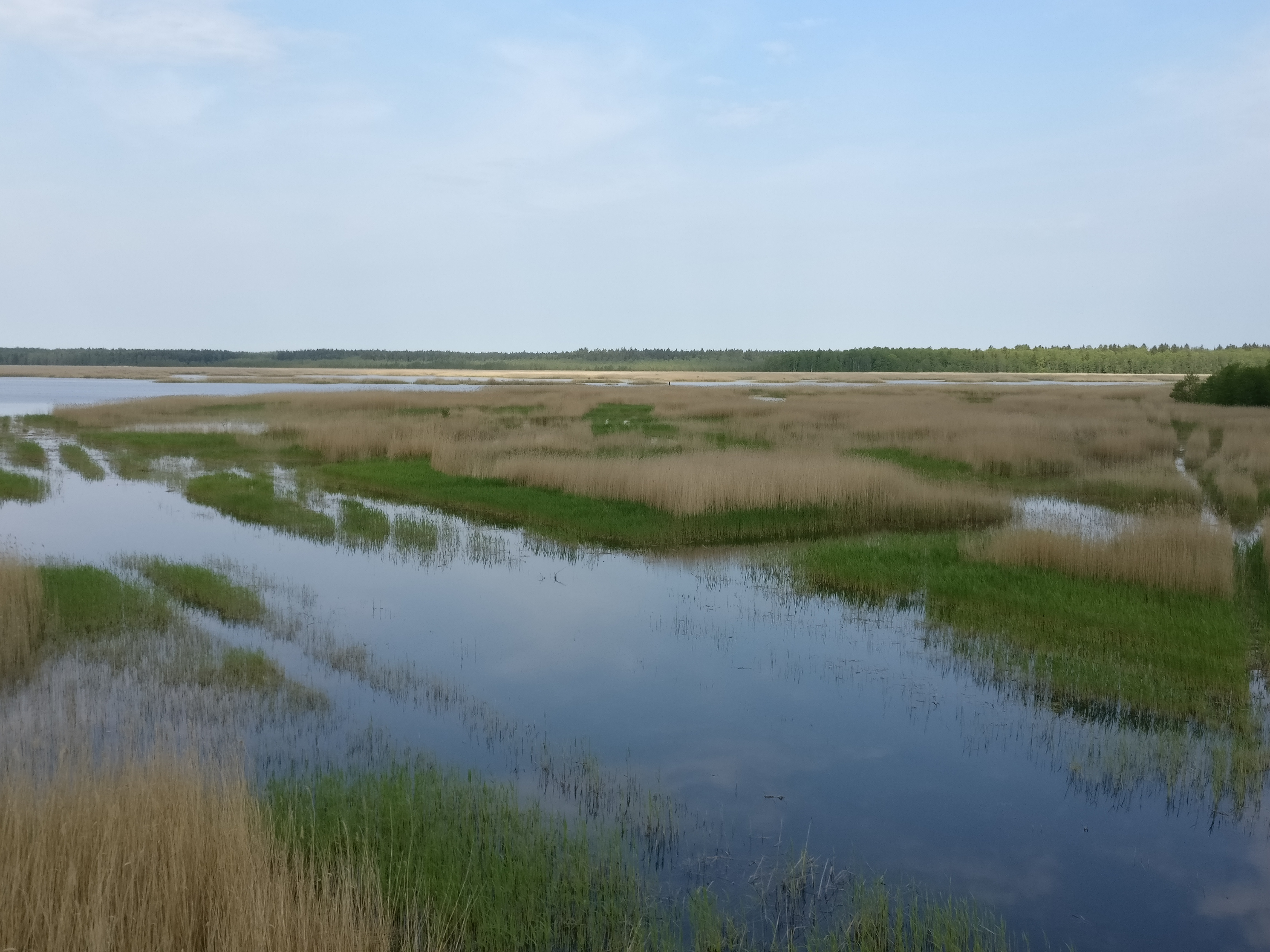
卡涅里斯湖

卡涅里斯湖（拉脫維亞語：Kaņieris ezers）是拉脫維亞的湖泊，位於尤爾馬拉以西，長5.2公里，面積11.28平方公里，集水區面積330平方公里，平均水深0.6米，最大水深1.8米，海拔高度2.2米，湖中有14個島嶼，1995年被列入國際重要濕地名錄。